# Hendrik Andriessen
Hendrik Franciscus Andriessen (Haarlem, 17 september 1892 – aldaar, 12 april 1981) was een Nederlands organist en componist.

## Persoonlijk
Hendrik Andriessen kwam uit een katholieke familie van kunstenaars. Hij was een zoon van Nico H. Andriessen, organist van de Haarlemse Sint-Josephkerk, en de schilderes Gesina Vester. Hij was een broer van de pianist en componist Willem Andriessen en de beeldhouwer Mari Andriessen. Zijn grootvader was kunstschilder Willem Vester.
Op 12 augustus 1919 trouwde Andriessen met Johanna Justina Anschütz. Zij kregen zes kinderen, van wie Jurriaan, Caecilia en Louis ook bekende componisten werden, terwijl Heleen fluitiste en Nico architect werd.

## Levensloop

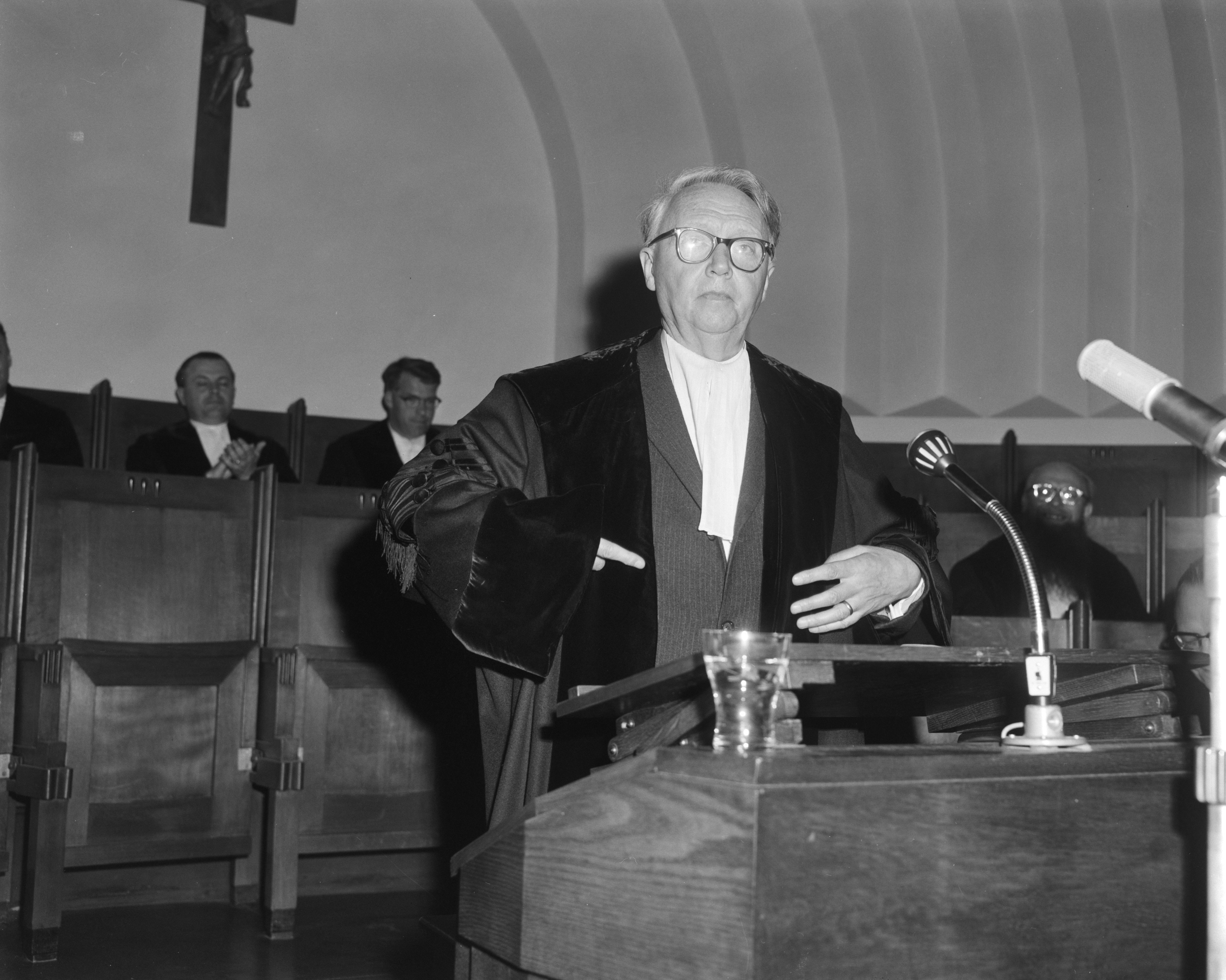
Hendrik Andriessen (Nijmegen, 1963)

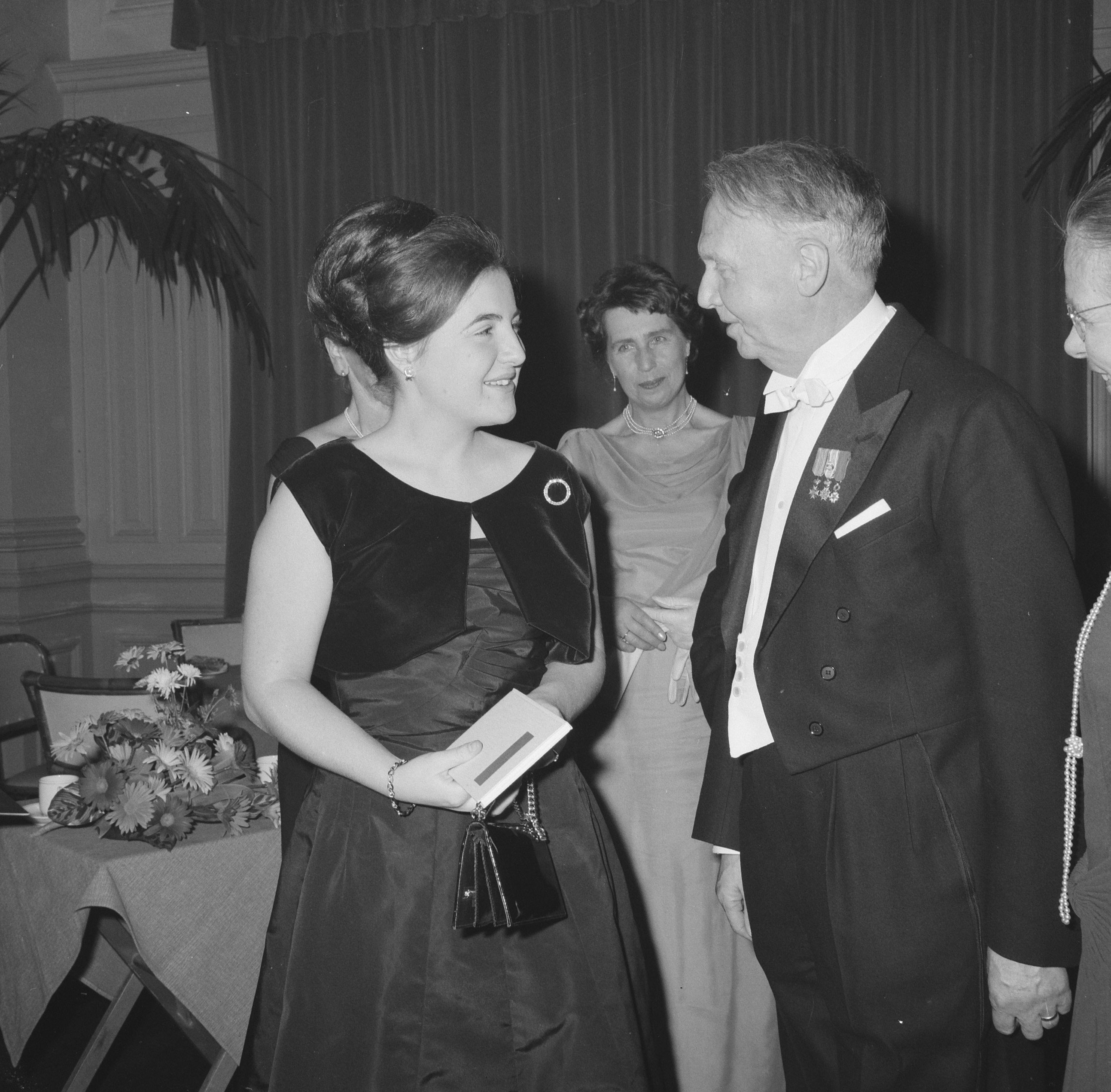
Andriessen ontmoet prinses Margriet (1963)

Andriessen werd opgeleid door zijn vader en later door Louis Robert, de toenmalige stadsorganist van Haarlem. Hij had een kortstondige journalistieke carrière bij de Nieuwe Haarlemsche Courant, maar uit het feit dat in 1912 de ondergang van de Titanic hem volkomen was ontgaan, bleek dat hij daarvoor niet in de wieg was gelegd. Aan het Amsterdamsch Conservatorium studeerde hij vervolgens bij Jean-Baptiste de Pauw (orgel) en Bernard Zweers (compositie). Na de dood van zijn vader in 1913 werd hij zelf organist van de Sint-Josephkerk. Hij bekwaamde zich vooral in improvisatie. Een belangrijke vriendschap ondervond hij in deze jaren van Alphons Diepenbrock, wiens stijl hem aanvankelijk beïnvloedde. Vele jaren later, in 1968, zou hij de orkestratie van Diepenbrocks gehele Missa uit 1890, waarvan slechts het Kyrie en Gloria in een orkestpartituur door de componist waren overgezet, voltooien.
In de jaren 1927-49 was Andriessen docent muziektheorie en compositie aan het Amsterdams Conservatorium. Daarnaast doceerde hij orgel, improvisatie en gregoriaans aan de rooms-katholieke Kerkmuziekschool te Utrecht. In 1934 verruilde hij zijn taak als organist in Haarlem voor die van organist en dirigent aan de Sint-Catharinakathedraal van het Aartsbisdom Utrecht. In die stad was hij vanaf 1937 ook conservatoriumdirecteur.
Tijdens de Tweede Wereldoorlog moest hij van 13 juli tot 18 december 1942 verblijven in het gijzelaarskamp Haaren en het gijzelaarskamp van Sint-Michielsgestel (vanaf 6 november 1942). In 1958 werd Andriessen door de Stichting Kunstenaarsverzet 1942-1945 gelauwerd met de Prijs van de Stichting Kunstenaarsverzet.
Van 1949 tot 1957 was hij directeur van het Koninklijk Conservatorium in Den Haag. Hij kon die functie combineren met het buitengewoon hoogleraarschap aan de Katholieke Universiteit Nijmegen (1952-63). Tegelijkertijd was hij ook als componist zeer productief. Hij beoefende alle mogelijke genres. Hij schreef onder meer twee opera's: Philomela (1948-49, op een libretto van Jan Engelman) en De Spiegel van Venetië (1964, libretto Hélène Nolthenius).
In 1960 ontvangt Andriessen de Van der Leeuwprijs, een oeuvreprijs voor componisten van de rijksoverheid, die later omgedoopt zou worden in de Sweelinckprijs.
Zijn laatste jaren bracht Andriessen door in een serviceflat in Heemstede. Bij het Hendrik Andriessen Eeuwfeest in 1992, honderd jaar na zijn geboorte, plaatste het Haarlemse Concertgebouw een borstbeeldje van Hendrik op 19-jarige leeftijd, vervaardigd door de Haarlemse kunstenaar Jan Bronner.

## Werken
In de jaren rond 1920 legde Andriessen als componist zich toe op zowel het orgel als op vocale muziek (liederen en werken voor koor) en verborg daarbij zijn bewondering voor Franse componisten als César Franck, Gabriel Pierné en André Caplet bepaald niet. De liederencyclus Miroir de peine uit 1923 vormt hierin een hoogtepunt.
Andriessens belang voor de ontwikkeling van de liturgische muziek is groot geweest. Zijn uitspraak "Kerkmuziek is alleen die muziek, die één is met het organisme van de kerkelijke dienst", bracht hij voor het eerst in de praktijk in de tweestemmige Missa in honorem sacratissimi Cordis uit 1919, waarin de zangstemmen en de instrumentale begeleiding tot hun simpele essentie waren teruggebracht. Deze ontwikkeling zette zich voort in o.a. de Missa diatonica uit 1935 voor zesstemmig koor a capella en de Missa Christus Rex uit 1938 voor twee koren en twee orgels.
Daarnaast componeerde Andriessen veel instrumentale muziek, zowel kamermuziek als orkestwerken. Zo schreef hij vier symfonieën. Tot zijn bekendste orkestwerken behoren ook de Variaties en fuga op een thema van Johann Kuhnau voor strijkorkest (1935) en de Ricercare voor symfonie-orkest (1949). Hij experimenteerde zelfs met twaalftoonsreeksen (in de Symfonische Etude van 1953 en de Vierde symfonie uit 1954), zonder de tonaliteit uit het oog te verliezen.
Hendrik Andriessens uitspraak "De instrumentale muziek is de jubilatie van de zang" geeft het best zijn opvatting weer, dat er eigenlijk geen scheidslijnen zijn tussen instrumentale en vocale muziek. Hij was ervan overtuigd dat composities niet alleen voortkomen uit degelijk vakmanschap, maar ook uit "het gegeven", de "inval", de "geschonken muziek". In zijn muziek is het hymnische element even belangrijk als het contemplatieve. Vooral in de kerkmuziek heeft hij vernieuwing teweeggebracht. In zijn overige werk was hij gematigd-modern in een persoonlijke stijl die toegankelijk is, maar tegelijk diepgang heeft.
Muziektheoreticus en musicus Lourens Stuifbergen legt zich toe op het ontsluiten van composities van Andriessen die tot nu toe in manuscriptvorm zijn overgeleverd. Samen met Jort Fokkens heeft dat geleid tot de herontdekking van de Sonate 'Da pacem, Domine' voor orgel uit 1913. Op 13 september beleefde de sonate een hernieuwde première in de St.-Bavokerk te Haarlem, ruim 100 jaar nadat die daar voor het laatst te horen was.

## Werkenlijst (selectie)

### Orkest

#### Symfonieën
- 1929-30 Symfonie nr. 1
- 1937 Symfonie nr. 2
- 1946 Symfonie nr. 3
- 1954 Symfonie nr. 4
- 1962 Symphonie concertante

#### Solist en orkest
- 1916 Symfonische fantasie, voor piano en orkest
- 1944 Variaties op een thema van Couperin, voor fluit solo met orkestbegeleiding
- 1950 Concert, voor orgel en orkest
- 1953 De zee en het land, voor spreekstem en orkest
- 1969 Vioolconcert
- 1970 Chromatische variaties
- 1970 Concertino, voor hobo en strijkorkest

#### Andere werken voor orkest
- 1935 Variaties en fuga op een thema van Johann Kuhnau
- 1949 Ricercare
- 1950 Wilhelmus van Nassouwe
- 1952 Symfonische etude
- 1954 Libertas venit, Rhapsodie voor orkest
- 1962 Mascherata, symfonische fantasie
- 1972 Chantecler, ouverture

### Kerkmuziek
- 1913 Veni Creator Spiritus
- 1918?Missa in honorem sacratissimi Cordis
- 1919 Magna Res est Amor
- 1920 Fiat Domine, voor sopraan en orgel of orkest
- 1925 Missa in festo Assumptionis beatae Mariae Virginis, voor 3 solisten en orgel
- 1928 Missa Simplex
- 1931 Missa pro Defunctis, voor 3 solisten en orgel
- 1932 Missa Sponsa Christi
- 1935 Missa diatonica
- 1937 Missa in festo nativitatis Beatae Mariae Virginis (Proprium)
- 1938 Missa Christus Rex
- 1939 Hymnus "Fréquentemus hodie", voor bariton met orkestbegeleiding
- 1943 Te Deum
- 1944 Missa Lauda Sion, première in 1946 door Schola Cantorum
- 1946 Missa Solemnis, voor dubbel gemengd koor en orgel
- 1946 Hodie Christus natus est, voor zesstemmig gemengd koor en orgel
- 1954 Festum Immaculatie Cordis "Beatae Mariae Virginis", voor gemengd koor, met begeleiding van 4 hoorns, 3 trompetten, 3 trombones en tuba
- 1958 Amienj Gospodie, voor vierstemmig gemengd koor
- 1961 Psalm IX, voor koor en orkest
- 1966 La Vierge à Midi, middenstem en orgel

### Cantates
- 1943 Beknopte Feestcantate "Lang zal-ie leven", opus 1000
- 1946 Cantate Domino septem cantier sacra, voor 3 solisten en orgel

### Opera
| Voltooid in | titel                  | aktes | première                           | libretto          |
| ----------- | ---------------------- | ----- | ---------------------------------- | ----------------- |
| 1948-49     | Philomela              | 3     | 1950, Amsterdam                    | Jan Engelman      |
| 1964        | De Spiegel uit Venetië | 1     | 1967, Hilversum (KRO tv-productie) | Hélène Nolthenius |

### Liederen
- 1916 L'aube spirituelle voor zangstem en orkest - tekst: sonnet door Charles Baudelaire
- 1923 Miroir de peine, voor solostem met orgel of met strijkorkest

### Kamermuziek
- 1914 Sonate, voor viool en piano
- 1924 Sonatina, voor altviool en piano
- 1926 Sonate, voor cello en piano
- 1952 Ballade, voor hobo en piano
- 1967 Sonate, voor altviool en piano
- 1937 Drie Inventionen
- 1938 Sérénade, voor fluit/viool, viool/hobo en cello/fagot
- 1951 Quintet, voor blaaskwintet
- 1967 Tre Pezzi, voor dwarsfluit en harp
- 1969 l'Indifferent, voor strijkkwartet
- 1972 Divertimento a cinque, per flauto, oboe, violino, viola e violoncello
- 1973 Choral Varié, voor 3 trompetten en 3 trombones

### Orgel
- 1902 Andante Religioso (autograaf is zoekgeraakt)
- 1912? Tema con variazioni (uit nalatenschap Albert de Klerk)
- 1913 Sonata Da Pacem, Domine (autograaf is in 2021 teruggevonden[3])
- 1913 Premier Choral
- 1916 Deuxième Choral
- 1917? Praeludium en Fuga in d-kleine terts
- 1917 Toccata
- 1918 Fête Dieu (herzien 1972)
- 1920 Troisième Choral
- 1921 Quatrième Choral (herzien 1951)
- 1926?Sonata da Chiesa
- 1929 Passacaglia (1929)
- 1935 Intermezzi, Prima Raccolta 1-12
- 1939-46 Intermezzi, Secunda Raccolta 13-24
- 1940 Sinfonia per Organo
- 1944 Aria (voor Piet Vroon)
- 1949 Thema met variaties
- 1953 Quattro Studi
- 1960 Meditation on "O Lord with wondrous mystery"
- 1961 Advent to Whitsuntide (zes koraalbewerkingen)
- 1962-65 Preghiera e Offertorio
- 1968 Suite
- (?)  Fantasie (fragment)

## Publicaties (selectie)
- César Franck. Amsterdam / Antwerpen, 1941.
- Over muziek. Utrecht / Antwerpen, 1950.
- Muziek en muzikaliteit. Utrecht / Antwerpen, 1952.
- Aspecten der Nederlandse muziek (oratie 3 oktober 1952). Nijmegen / Utrecht, 1952.
- De gedachtegang in de muziek (afscheidscollege 9 juli 1963). Nijmegen / Utrecht, 1963.
- samen met Jos de Klerk: Sonata da Chiesa, 2 Studi per organo, in: Sonorum Speculum 17 (1963), p. 14-16.
- Enkele aantekeningen over woord en toon, in: Mens en Melodie 20 (1965), p. 358-362.

### Boeken
- J.H. Moolenijzer: Hendrik Andriessen tachtig jaar. In vriendschap aangeboden. Gottmer, Haarlem, 1972. 36 p.
- Anton de Jager, Paul Op de Coul, Leo Samama (red.): Duizend kleuren van muziek. Leven en werk van Hendrik Andriessen. Walburg Pers, Zutphen, 1992. ISBN 90 6011 781 6
- Agnes van der Horst: De Andriessens. Een kleurrijke familie van muzikanten en kunstenaars. Lias, Hilversum, 2013. ISBN 978 90 8803 020 8

### Artikelen
- Piet Visser: Hendrik Andriessen, Orgelsuite, in: Sonorum Speculum 45 (1970), p. 27-30.
- Arend Schelp: De Spiegel uit Venetië. Komische kameropera van Hendrik Andriessen, in: Mens en Melodie 22 (1967), p. 234-236.
- Afscheid Prof. Hendrik Andriessen, in: Mens en Melodie 18 (1963), p. 234-235.
- Heinrich Lemacher: Hendrik Andriessen. Der siebzigjährige holländische Kirchenmusiker, in: Musica Sacra 83 (1963), p. 264-266.
- Wouter Paap: Hendrik Andriessen 70 jaar, in: Mens en Melodie 17 (1962), p. 261-262.
- Wouter Paap: De opera Philomela ..., in: Mens en Melodie 17 (1962), p. 182-186.
- Wouter Paap: Een nieuwe mis van Hendrik Andriessen, in: Mens en Melodie 15 (1960), p. 8~82.
- Wouter Paap: Twee bekroonde Nederlandse composities. Prof. Van der Leeuw-prijzen 1959, in: Mens en Melodie 15 (1960), p. 3~38.
- Wouter Paap: Hendrik Andriessen 60 jaar, in: Mens en Melodie 7 (1952), p. 236-239.
- Wouter Paap: Een nieuwe miscompositie van Hendrik Andriessen, in: Symphonia (Hilversum) 21, p. 157-58.
- Nico Schuyt: Philomela : Oper von Hendrik Andriessen, in: Sonorum Speculum 11 (1962), p. 10-21.
- Jos Wouters: Hendrik Andriessen, in: Sonorum speculum 7 (1961), p. 1-12.

### Enkele algemene naslagwerken
- John Kasander: 150 jaar Koninklijk Conservatorium, Ministerie van Cultuur, Recreatie en Maatschappelijk Werk, Den Haag, 1976, 175 p.
- Sas Bunge, Rutger Schoute: 60 Years of Dutch chamber music, Stichting Cultuurfonds Buma, 1974, 131 p.
- Jos Wouters: Dutch composers' gallery, Part 1. Nine portraits of Dutch composers. Donemus, Amsterdam, 1971
- Jos Wouters: Fifteen years Donemus: conversations with Dutch composers 1947-1962, Donemus, Amsterdam, 1962
- Marius Monnikendam: Nederlandse componisten van heden en verleden, A.J.G. Strengholt, Berlijn, 1968, 280 p.
- Contemporary music from Holland, Donemus, Amsterdam, 1953. 50 p.
- Pay-Uun Hiu en Jolande van der Klis (red.): Het Honderd Componisten Boek. Nederlandse muziek van Albicastro tot Zweers. Gottmer, Haarlem, 1997. 424 p. ISBN 9025729649 / ISBN 9789025729646